# Die Abenteuer der Familie Robinson in der Wildnis
Die Abenteuer der Familie Robinson in der Wildnis ist ein Abenteuerfilm, der 1975 von Stewart Raffill inszeniert wurde. Mit Weitere Abenteuer der Familie Robinson in der Wildnis (1978) und Noch mehr Abenteuer der Familie Robinson in der Wildnis (1979) gab es zwei Fortsetzungen.

## Handlung
Skip Robinson siedelt mit seiner Frau Pat und den beiden Kindern Jenny und Toby aus Los Angeles in die entlegene Wildnis um. Die Familie verkauft ihr ganzes Hab und Gut, um sich in den Wäldern fernab des Großstadttrubels ein neues Zuhause aufzubauen.
Am Rande eines Sees bauen sie sich neben der alten Holzhütte ihres Onkels Jake ein großes Blockhaus.
Beim Spaziergang in der Nähe eines Steinhanges löst sich ein Steinschlag und begräbt eine Bärin, die mit ihren Jungen dort auf Nahrungssuche war, unter sich. Skip und sein Sohn können sich gerade noch rechtzeitig retten.
Sie nehmen die Tierbabys mit nach Hause, wo schon ein Waschbär bei ihnen lebt, und ziehen sie auf.
Als die Kinder bei einem Ausflug allein unterwegs sind, finden sie auf einem Hügel zwei Pumajungen. Im Glauben, dass die beiden keine Mutter haben, nehmen sie die Tiere mit nach Hause. Doch dort erwartet sie Ärger. Der Vater verbietet ihnen, weiterhin Tiere mit nach Hause zu nehmen, und bringt die Tierkinder zurück. Daraufhin fällt ihn die Pumamutter an, und er wird dabei verletzt.
Wenig später lernen sie den Fallensteller Boomer kennen, der viele Geschichten über die Gegend, die Tiere und ihren verstorbenen Onkel Jake erzählen kann.
Beim Beerenpflücken wird Jenny von einem Bären aufgeschreckt, und sie rennt in Panik davon. Ihre Mutter versucht, den Bären schließlich an einem Fluss zu stellen, während Jenny sich dort in einer Art Höhle versteckt. Mit einem großen Ast kann Pat den Bären schließlich auf sich lenken, und der Hund Kress vertreibt den Bären.
Einige Zeit später erkrankt Jenny an einer Virusinfektion. Über ein Funkgerät will der Vater Hilfe holen, doch was er nicht weiß, ist, dass das Gerät nicht mehr funktioniert. Die Waschbären hatten es heruntergeworfen, und Toby war der Meinung, es repariert zu haben.
Skip macht sich auf den Weg, den Fluss abwärtszufahren, um Hilfe zu holen.
Währenddessen bleiben seine Frau und die Kinder allein im Blockhaus zurück. Da nähert sich auf einmal nach einem heranziehenden Sturm der Bär, welcher Jenny angefallen hat.
Er macht sich gewaltig am Haus zu schaffen und schlägt Fenster und die Tür ein.
Der mit der Familie befreundete Bär Samson kommt den Robinsons zu Hilfe. Mitten im Kampf drückt Pat auf den Auslöser des Gewehres und schießt. Um Haaresbreite verfehlt die Kugel Samson und trifft den anderen Bären tödlich.
Unterdessen hat Skip es geschafft, einen Arzt zu finden, und kommt mit einem Wasserflugzeug mit diesem zurück zum Haus. Als er dieses ziemlich ramponiert vorfindet, schwant ihm Schlimmes.

## Kritiken
„Spannende, gelegentlich auch sentimentale Familienunterhaltung mit schönen Naturaufnahmen.“